# Joseph A. Porro
Joseph A. Porro (...) è un costumista statunitense.

## Filmografia

### Cinema
- Stoogemania - I nuovi fratelli Marx (Stoogemania), regia di Chuck Workman (1985)
- Neon Maniacs, regia di Joseph Mangine (1986)
- Il buio si avvicina (Near Dark), regia di Kathryn Bigelow (1987)
- Il fluido che uccide (The Blob), regia di Chuck Russell (1988)
- Ammazzavampiri 2 (Fright Night Part 2), regia di Tommy Lee Wallace (1988)
- Arma non convenzionale (Dark Angel), regia di Craig R. Baxley (1990)
- I cari vicini di casa (Meet the Applegates), regia di Michael Lehmann (1990)
- Lionheart - Scommessa vincente (Lionheart), regia di Sheldon Lettich (1990)
- Colpi proibiti (Death Warrant), regia di Deran Sarafian (1990)
- Kickboxer 2 - Vendetta per un angelo (Kickboxer 2: The Road Back), regia di Albert Pyun (1991)
- Arma perfetta (The Perfect Weapon), regia di Mark DiSalle (1991)
- Double Impact - La vendetta finale (Double Impact), regia di Sheldon Lettich (1991)
- I nuovi eroi (Universal Soldier), regia di Roland Emmerich (1992)
- L'ombra del lupo (Shadow of the Wolf), regia di Jacques Dorfmann (1992)
- Super Mario Bros., regia di Rocky Morton e Annabel Jankel (1993)
- Tombstone, regia di George P. Cosmatos (1993)
- Stargate, regia di Roland Emmerich (1994)
- Power Rangers - Il film (Mighty Morphin Power Rangers: The Movie), regia di Bryan Spicer (1995)
- La prova (The Quest), regia di Jean-Claude Van Damme (1996)
- Independence Day, regia di Roland Emmerich (1996)
- Maximum Risk, regia di Ringo Lam (1996)
- Deep Rising - Presenze dal profondo (Deep Rising), regia di Stephen Sommers (1998)
- Homegrown - I piantasoldi (Homegrown), regia di Stephen Gyllenhaal (1998)
- Godzilla, regia di Roland Emmerich (1998)
- Il tredicesimo piano (The Thirteenth Floor), regia di Josef Rusnak (1999)
- Stuart Little - Un topolino in gamba (Stuart Little), regia di Rob Minkoff (1999)
- Pallottole cinesi (Shanghai Noon), regia di Tom Dey (2000)
- Equilibrium, regia di Kurt Wimmer (2002)
- Ultraviolet, regia di Kurt Wimmer (2006)
- Resident Evil: Extinction, regia di Russell Mulcahy (2007)
- Man of Tai Chi, regia di Keanu Reeves (2013)

### Televisione
- Un perfetto piccolo omicidio (A Quiet Little Neighborhood, a Perfect Little Murder), regia di Anson Williams – film TV (1990)
- The Music Man, regia di Jeff Bleckner – film TV (2003)
- Ghost Whisperer - Presenze (Ghost Whisperer) – serie TV, 41 episodi (2005-2007)
- SIS - Sezione Indagini speciali (SIS), regia di John Herzfeld – film TV (2008)
- The Cleaner – serie TV, 11 episodi (2008-2009)
- The Cape – serie TV, episodio 1x01 (2011)
- Salem – serie TV, 23 episodi (2014-2017)
- Il caso Novack (Beautiful & Twisted), regia di Christopher Zalla – film TV (2015)
- The Lizzie Borden Chronicles – miniserie TV, 7 puntate (2015)
- Salem – serie TV, 23 episodi (2014-2017)
- The Orville – serie TV, 26 episodi (2017-2019)
- The Mandalorian – serie TV, 8 episodi (2019)

## Riconoscimenti
- Premio Emmy
  - 2003 - Candidatura ai migliori costumi per una miniserie, film o speciale TV per The Music Man
  - 2020 - Candidatura ai migliori costumi fantasy o di fantascienza per l'episodio 1x03 di The Mandalorian
- Saturn Award
  - 1994 - Candidatura ai migliori costumi per Super Mario Bros.
  - 1995 - Candidatura ai migliori costumi per Stargate
  - 1997 - Candidatura ai migliori costumi per Independence Day